# 히가시하라촌
히가시하라촌(東原村)은 히로시마현 후카야스군에 존재했던 촌이다. 현재의 히로시마시 아사미나미구 히가시하라에 해당한다.